# Parafia Wniebowzięcia Najświętszej Maryi Panny w Chocianowie
Parafia Wniebowzięcia Najświętszej Maryi Panny w Chocianowie – parafia rzymskokatolicka w dekanacie Chocianów, w diecezji legnickiej. Jej proboszczem jest ks. Stanisław Gorczakowski SDB. Obsługiwana przez księży Salezjanów. Erygowana w 1866.

## Miejsca kultu
- Kościół Wniebowzięcia Najświętszej Maryi Panny w Chocianowie – kościół parafialny[3]
- Kościół św. Józefa Robotnika w Chocianowie – kościół filialny[3]
- Kaplica Najświętszego Serca Pana Jezusa w Nowej Kuźni[4][3]
- Kaplica Chrystusa Króla w Pasterniku[4][3]